# Live from Paris (album của Shakira)
Live from Paris (tiếng Tây Ban Nha: En Vivo Desde París) là album trực tiếp thứ tư của ca sĩ người Colombia Shakira.
| Đánh giá chuyên môn  | Đánh giá chuyên môn |
| Nguồn đánh giá       | Nguồn đánh giá      |
| Nguồn                | Đánh giá            |
| -------------------- | ------------------- |
| About.com            |                     |
| AllMusic             |                     |
| Entertainment Weekly | C+                  |

## Track listing
| DVD and Blu-Ray Disc | DVD and Blu-Ray Disc               | DVD and Blu-Ray Disc |
| STT                  | Nhan đề                            | Thời lượng           |
| -------------------- | ---------------------------------- | -------------------- |
| 1.                   | "Pienso en Ti"                     | 2:35                 |
| 2.                   | "Why Wait"                         | 2:49                 |
| 3.                   | "Te Dejo Madrid"                   | 3:18                 |
| 4.                   | "Si Te Vas"                        | 4:17                 |
| 5.                   | "Whenever, Wherever"               | 5:14                 |
| 6.                   | "Inevitable"                       | 3:35                 |
| 7.                   | "Nothing Else Matters/Despedida"   | 4:46                 |
| 8.                   | "Gypsy"                            | 5:29                 |
| 9.                   | "La Tortura"                       | 3:41                 |
| 10.                  | "Ciega, Sordomuda"                 | 5:16                 |
| 11.                  | "Underneath Your Clothes"          | 4:01                 |
| 12.                  | "Gordita"                          | 3:34                 |
| 13.                  | "Sale el Sol"                      | 3:23                 |
| 14.                  | "Las de la Intuición"              | 2:55                 |
| 15.                  | "Loca"                             | 3:06                 |
| 16.                  | "She Wolf"                         | 4:18                 |
| 17.                  | "Ojos Así"                         | 4:30                 |
| 18.                  | "Antes de las Seis"                | 2:56                 |
| 19.                  | "Je L'Aime à Mourir"               | 3:50                 |
| 20.                  | "Hips Don't Lie"                   | 6:54                 |
| 21.                  | "Waka Waka (This Time for Africa)" | 4:45                 |
| 22.                  | "Shaki in Rehearsals"              |                      |
| 23.                  | "Shaki & Sanziana"                 |                      |
| 24.                  | "Shaki in Paris"                   |                      |
| 25.                  | "Shaki — The Donkey Race"          |                      |
| 26.                  | "Shaki Golfing"                    |                      |

| Audio CD | Audio CD                           | Audio CD   |
| STT      | Nhan đề                            | Thời lượng |
| -------- | ---------------------------------- | ---------- |
| 1.       | "Pienso en Ti"                     | 2:35       |
| 2.       | "Why Wait"                         | 2:49       |
| 3.       | "Te Dejo Madrid"                   | 3:18       |
| 4.       | "Whenever, Wherever"               | 5:14       |
| 5.       | "Inevitable"                       | 3:35       |
| 6.       | "Nothing Else Matters/Despedida"   | 4:46       |
| 7.       | "Gypsy"                            | 5:29       |
| 8.       | "La Tortura"                       | 3:41       |
| 9.       | "Ciega, Sordomuda"                 | 5:16       |
| 10.      | "Underneath Your Clothes"          | 4:01       |
| 11.      | "Sale el Sol"                      | 3:23       |
| 12.      | "Las de la Intuición"              | 2:55       |
| 13.      | "Loca"                             | 3:06       |
| 14.      | "She Wolf"                         | 4:18       |
| 15.      | "Ojos Así"                         | 4:30       |
| 16.      | "Antes de las Seis"                | 2:56       |
| 17.      | "Je L'Aime à Mourir"               | 3:50       |
| 18.      | "Hips Don't Lie"                   | 6:54       |
| 19.      | "Waka Waka (This Time for Africa)" | 4:45       |

## Charts
| Chart (2011)                        | Peak position |
| ----------------------------------- | ------------- |
| Austria DVD Chart                   | 6             |
| Album Bỉ (Ultratop Vlaanderen)      | 49            |
| Album Bỉ (Ultratop Wallonie)        | 16            |
| Dutch DVDs Chart                    | 11            |
| Album Pháp (SNEP)                   | 8             |
| French Music DVD Chart              | 2             |
| Greek Albums Chart                  | 48            |
| Hungarian Music DVD Chart           | 11            |
| Italian DVD Chart                   | 3             |
| Album México (Top 100 Mexico)       | 4             |
| Album Bồ Đào Nha (AFP)              | 25            |
| Album Tây Ban Nha (PROMUSICAE)      | 18            |
| Album Thụy Sĩ (Schweizer Hitparade) | 39            |
| Swiss DVDs Chart                    | 4             |
| UK Music Video Chart                | 29            |
| Album Hoa Kỳ Top Latin (Billboard)  | 2             |
| Album Hoa Kỳ Latin Pop (Billboard)  | 1             |

| Chart (2011)        | Position |
| ------------------- | -------- |
| French Albums Chart | 98       |

| Chart (2012)                    | Position |
| ------------------------------- | -------- |
| Belgian Albums Chart (Flanders) | 74       |
| Belgian DVD Chart (Wallonia)    | 20       |
| French Albums Chart             | 57       |
| US Billboard Top Latin Albums   | 47       |
| US Billboard Latin Pop Albums   | 17       |

## Chứng nhận
| Quốc gia                                                                           | Chứng nhận    | Số đơn vị/doanh số chứng nhận |
| ---------------------------------------------------------------------------------- | ------------- | ----------------------------- |
| Pháp (SNEP)                                                                        | Platinum      | 100.000*                      |
| México (AMPROFON)                                                                  | Bạch kim+Vàng | 90.000^                       |
| * Chứng nhận dựa theo doanh số tiêu thụ. ^ Chứng nhận dựa theo doanh số nhập hàng. |               |                               |

| Quốc gia                                 | Chứng nhận | Số đơn vị/doanh số chứng nhận |
| ---------------------------------------- | ---------- | ----------------------------- |
| Pháp (SNEP)                              | Platinum   | 15.000*                       |
| Ba Lan (ZPAV)                            | Gold       | 5.000*                        |
| * Chứng nhận dựa theo doanh số tiêu thụ. |            |                               |